# Henk de Vries
Henk de Vries (Lelystad, 7 de diciembre de 1955) es un expiloto de motociclismo neerlandés, que compitió en el Campeonato del Mundo de Motociclismo desde 1979 hasta 1984.

## Biografía
En 1979, Henk De Vries debuta en el Mundial de velocidad en la categoría 500 cc a bordo de una Suzuki con la que finalizará en el decimotercer puesto del Gran Premio de Alemania. Su mejor posición sería un quinto puesto en el Gran Premio de Bélgica debido a un boicot de los mejores pilotos del momento que se negaron a correr en protesta pro la falta de medidas de seguridad ofrecidas por la FIA en el Circuito de Spa-Francorchamps. Con todo, cerró su temporada inaugural en la posición 23 de la clasificación general de 500cc. 
En 1980, sumará dos puntos por un noveno puesto en el Gran Premio de los Países Bajos para terminar la temporada en la 22.ª posición de clasificación general. Desde 1981 hasta 1983, no conseguiría sumar ningún punto en el Mundial. En 1983, participa en el Campeonato Europeo de la categoría 500 cc donde conseguiría un podio en la prueba disputada en Circuito de Assen.
En 1984, realizaría su última participación en el Mundial con escasos resultados. A partir de ese momento, se centraría en otras competiciones y en otras cilindradas con más éxito. Conseguiría tres títulos consecutivos (desde 1985 a 1987) del Campeonato nacional holandés en su formato de Fórmula 1. En 1988, volvería a probar en el Mundial en el Gran Premio de los Países Bajos. En su último año como profesional, volvería a probar en la ronda europea holandesa frente a su público y obtendrá un octavo lugar a bordo de una Honda.
Ya retirado, de Vries siguió vinculado al mundo del motociclismo al dirigir un equipo de Superbikes con el que ganó siete títulos nacionales de la clase con Jeffry de Vries como piloto. Posteriormente, ha sido jefe de equipo de diferentes equipos que participaban en el Campeonato de Superstock 1000 o el de Superstock 600. Fuera de los circuitos, también abrió un negocio de suministro y reparación de motores de calle y de carreras.

## Resultados

### Campeonato del Mundo de Motociclismo

#### Carreras por año
Sistema de puntos desde 1969 a 1987:
| Posición | 1.º | 2.º | 3.º | 4.º | 5.º | 6.º | 7.º | 8.º | 9.º | 10.º |
| Puntos   | 15  | 12  | 10  | 8   | 6   | 5   | 4   | 3   | 2   | 1    |

(Carreras en negrita indica pole position, carreras en cursiva indica vuelta rápida)
| Año  | Cat.  | Equipo | 1      | 2      | 3      | 4      | 5       | 6      | 7       | 8       | 9     | 10    | 11     | 12     | 13    | 14    | 15    | Pts. | Pos. |
| ---- | ----- | ------ | ------ | ------ | ------ | ------ | ------- | ------ | ------- | ------- | ----- | ----- | ------ | ------ | ----- | ----- | ----- | ---- | ---- |
| 1979 | 500cc | Suzuki | VEN -  | AUT -  | GER 13 | NAT -  | SPA 13  | YUG -  | NED Ret | BEL 5   | SWE - | FIN - | GBR 18 | FRA -  |       |       |       | 6    | 23.º |
| 1980 | 500cc | Suzuki | NAT -  | SPA -  | FRA -  | NED 9  | BEL DNQ | FIN -  | GBR 25  |         | GER - |       |        |        |       |       |       | 2    | 22.º |
| 1981 | 500cc | Suzuki | AUT 28 | GER 20 | NAT -  | FRA -  | YUG -   | NED -  | BEL -   | RSM -   | GBR - | FIN - | SWE -  |        |       |       |       | 0    | -    |
| 1982 | 500cc | Suzuki | ARG -  | AUT -  | FRA -  | SPA -  | NAT -   | NED 24 | BEL -   | YUG -   | GBR - | SWE - | RSM -  | GER 20 |       |       |       | 0    | -    |
| 1983 | 500cc | Suzuki | RSA -  | FRA -  | NAT -  | GER 24 | SPA -   | AUT -  | YUG -   | NED 13  | BEL - | GBR - | SWE -  | RSM -  |       |       |       | 0    | -    |
| 1984 | 500cc | Suzuki | RSA -  | NAT -  | SPA -  | AUT -  | GER 24  | FRA -  | YUG -   | NED 17  | BEL - | GBR - | SWE -  | RSM -  |       |       |       | 0    | -    |
| 1988 | 500cc | Honda  | JPN -  | USA -  | ESP -  | EXP -  | NAT -   | GER -  | AUT -   | NED DNQ | BEL - | YUG - | FRA -  | GBR -  | SWE - | CZE - | BRA - | 0    | -    |